# Dieida persa
Dieida persa is een vlinder uit de familie van de houtboorders (Cossidae). De wetenschappelijke naam van deze soort is voor het eerst voorgesteld door Embrik Strand in een publicatie uit 1911.
De soort komt voor in Iran en Afghanistan.